# Loving You (Elvis Presley)
Loving You è il terzo album discografico di Elvis Presley, pubblicato nel 1957 negli Stati Uniti dalla RCA Victor Records, contenente la colonna sonora del film Amami teneramente, interpretato dallo stesso Presley e suo esordio come attore. In Italia il disco venne pubblicato con il titolo in italiano Amami teneramente dalla RCA Italiana (LPM 1515).

## Registrazione
Le sedute di registrazione si tennero il dal 15 al 18 gennaio 1957 presso gli studi Paramount Pictures, e il 12, 13, 19 gennaio, e il 23 e 24 febbraio 1957 negli studi Radio Recorders di Hollywood.
La colonna sonora comprende sette canzoni composte espressamente per il film. Un ottavo brano venne registrato durante le sessioni e incluso nel disco anche se non appare nel film, Don't Leave Me Now. In seguito, una rielaborazione della canzone sarebbe stata inclusa nell'EP Jailhouse Rock.
L'album è stato ristampato in compact disc in edizione espansa il 15 aprile 1997, con l'aggiunta di otto brani alla scaletta originale del disco. L'11 gennaio 2005, la Sony BMG ha ripubblicato di nuovo l'album in versione rimasterizzata.

## Accoglienza
Il disco passò dieci settimane di fila alla prima posizione della classifica Billboard Top Pop Albums negli Stati Uniti e tre nella Official Albums Chart.
Il brano (Let Me Be Your) Teddy Bear raggiunse la prima posizione nella Billboard Hot 100 per sette settimane.

## Tracce

### Lato 1
1. Mean Woman Blues (Claude Demetrius) - 2:15
2. (Let Me Be Your) Teddy Bear (Kal Mann e Bernie Lowe) - 1:45
3. Loving You (Jerry Leiber e Mike Stoller) - 2:12
4. Got a Lot o' Livin' to Do (Aaron Schroeder e Ben Weisman) - 2:31
5. Lonesome Cowboy (Sid Tepper e Roy C. Bennett) - 3:07
6. Hot Dog (Jerry Leiber & Mike Stoller) - 1:17
7. Party (Jessie Mae Robinson) - 1:26

### Lato 2
1. Blueberry Hill (Vincent Rose, Al Lewis, Larry Stock) - 2:39
2. True Love (Cole Porter) - 2:05
3. Don't Leave Me Now (Aaron Schroeder e Ben Weisman) - 1:58
4. Have I Told You Lately That I Love You? (Johnny Russell e Scott Wiseman) - 2:31
5. I Need You So (Ivory Joe Hunter) - 2:37

#### Bonus tracks nelle ristampe del 1997 e 2005
1. Tell Me Why (Titus Turner) - 2:05
2. Is It So Strange (Faron Young) - 2:28
3. One Night (Dave Bartholomew, Pearl King, Anita Steiman) - 2:29
4. When It Rains It Really Pours (William Emerson) - 1:47
5. I Beg of You (Rose Marie McCoy e Cliff Owens) - 1:50
6. Party (alternate) (Jessie Mae Robinson) - 1:07
7. Loving You (alternate) (Jerry Leiber & Mike Stoller) - 1:25
8. Got A Lot O' Livin' to Do (alternate) (Aaron Schroeder e Ben Weisman) - 1:20

## Crediti
- Elvis Presley - voce, chitarra
- Scotty Moore - chitarra
- Tiny Timbrell - chitarra
- Dudley Brooks - pianoforte
- Gordon Stoker - pianoforte
- Hoyt Hawkins - pianoforte, organo
- Bill Black - basso
- D. J. Fontana - batteria
- The Jordanaires - cori
- George Fields - armonica